# サイレントヒル2
『サイレントヒル2』 (SILENT HILL 2) は、2001年9月27日にコナミデジタルエンタテインメントが発売したコンピューターゲーム。
『サイレントヒル』シリーズの第2作目であり、前作を踏襲した3人称視点のホラーアドベンチャー。前作の監督・脚本の外山圭一郎やデザイナーの佐藤直子は既にコナミを退社して関わっておらず、残ったスタッフによって開発された。
新世代機となった事でグラフィック等の質は大幅に向上しているが、基本的なシステム、操作感は前作とほぼ同じである。戦闘システムも共通しているが、敵の攻撃を防御してダメージを軽減するガード（リメイク版では回避アクション）が可能になった。また、ゲームスタート時に戦闘難易度、謎解き難易度が変更可能になった。
本作の舞台はトルーカ湖南岸のバーやカフェ、スーパーが点在する閑静な住宅地となっている。
死んだ妻との思い出の場所を目指して、怪物たちが徘徊する危険な街を探索することになる。ラジオのノイズや足音などで敵の接近を察知するなど、音による演出もホラー要素として取り入れている。
2002年には、完全版にあたる『最期の詩』が発売された（後述）。
2024年10月8日にリメイク版がPlayStation 5とSteamで発売。当初はPS5の時限独占販売予定だったが、リメイク版開発をしたBloober Teamの働きかけによりPC版も同時発売となった。
また、リメイク版の登場にあたり、ナンバーリング作品で初めて吹き替え音声が収録される（シリーズとしては『ブックオブメモリーズ』が初）。

## ストーリー
主人公の男性・ジェイムス・サンダーランドは、3年前に死んだはずの妻メアリーから「思い出のあの場所であなたを待っている……」という内容の手紙を受け取る。ジェイムスは半信半疑ながら、どうしても彼女と再会したいという想いを抑えきれず、かつて新婚旅行に訪れた観光地「サイレントヒル」を訪れた。
しかし、思い出の町からはかつての活気は失われ、奇妙な深い霧に包まれており、さらにはおぞましいクリーチャーが徘徊するゴーストタウンと化していた。特に三角頭の怪人はその恐ろしい力で執拗にジェイムスに襲い掛かるも、どうしても妻に会いたいジェイムスは諦めず、限られた物資を収集しつつ町の謎を解きながら、不気味な町を探索していく。
虚ろな雰囲気の女性アンジェラ、不審な言動を見せる青年エディー、メアリーの友達と名乗る少女ローラと言った人物と遭遇し、やがてジェイムスはメアリーと瓜二つな女性マリアと出会う。性格や服装はまるでメアリーと違う彼女だがジェイムスには親し気に接し、行動を共にすることになった二人は町を進んでいく。しかしマリアは三角頭に殺されてしまい、ジェイムスは悲しみに暮れるもメアリーを求めて探索を続ける。
それからもジェイムスは奇妙な出来事に見舞われる。死んだはずのマリアとの再会と二度目の死、怪物を執拗に攻撃するアンジェラ、エディーとの殺し合い。そしてようやく、かつて宿泊した「レイクサイドホテル」へと辿り着いたジェイムスは、そこで自らが記憶の底に封じ込めていた「真実」に辿り着く。
実は、メアリーを殺害したのは夫である「ジェイムス本人」だったのだ。妻の介護に明け暮れて疲弊していたジェイムスは、病床の妻の顔に枕を押し付けてメアリーを殺害していたのだった。その後、現実逃避したジェイムスはメアリーの亡骸と共に2人の思い出の地であるサイレントヒルを訪れた。この地で命を絶つために。妻が死亡したのは3年前ではなく、この町に訪れる直前の出来事であり、「妻からの手紙」も実際にはなかったのだ。しかしサイレントヒルに宿る「神」によって一部の記憶を捻じ曲げられていた。「神」は罪を犯した者の記憶を捻じ曲げ、異界へと引きずり込む。ジェイムスも、アンジェラも、エディーもそうして引き寄せられた罪人だった。
全てを思い出したジェイムスは、三角頭の、そしてマリアの正体を悟る。ジェイムスは三角頭を退け、最後に待ち受けていた「彼女」との戦いを経て全てに決着を付けた。その後、真実に対して彼が出した「結論」をメアリーの「最期の詩」と共に描き、物語は幕を閉じる。

## 登場人物

### 主要登場人物
日本語吹き替えはリメイク版のもの。

#### サイレントヒルへの来訪者
余所からの来訪者。ジェイムス、アンジェラ、エディーの三人には、「罪を犯した」という共通点がある。
ジェイムス・サンダーランド（James Sunderland）
声優 - ガイ・シヒ / トロイ・ベイカー（HD版） / ルーク・ロバーツ（リメイク版）
日本語吹き替え - 小林親弘
物語における最大のキーパーソンであり本作の主人公。29歳で小さな会社の事務員。白人で髪と瞳は茶色。
内向的な性格で物静かでお喋りが好きではないものの、作中では紳士的で丁寧且つ穏やかな口調で他者と接するが、一方で不可解な言動をとるローラに対して言葉を荒らげる場面がある。妻のメアリーによると「ぶっきらぼうで、あまり笑わない、ちょっと短気な人だけど、本当はとても優しい」人物である模様。
3年前に妻を亡くし、精神的に疲労している。妻が死に至る不治の病を患ってからは医学書を読み漁り、暇を見つけては見舞いに行ったが、病の影響で心身共に荒んでいたメアリーから顔を合わせる度に口汚く罵られる日々を送っており、ジェイムスは辛い現実を忘れるために頻繁に飲酒するようになった。
メアリーからの手紙が届いた事を機にサイレントヒルを訪れ、真相を探るべく夫婦の思い出の場所である「レイクビューホテル」を目指す。
メアリーに対しては常軌を逸した執着心を抱いており、どんな事態に遭遇してもメアリーの捜索を諦めず、その為には手段を選ばない一面もある。
実はメアリーを介護疲れの末につい最近、枕を押し付け窒息死させた張本人。その後、正気に戻ると自らの行為を悔いると同時にメアリーの死に絶望し、自殺のためにサイレントヒルを訪れたが、サイレントヒルに宿る「神」がジェイムスの現実逃避を手助けした影響から記憶が改変された。
サイレントヒルでは手紙の内容を、端から見れば明らかに異常なまでに盲信しつつ、妻との思い出の場所であるホテルを目指す。その過程で自らの潜在意識が形を成した異世界をさまようこととなり、そこで現実逃避の産物であるマリアや、逆に現実を直視させようとする自罰意識の産物である“三角頭”と度々遭遇する。そして、ようやくホテルに辿り着くが、妻と泊まった部屋「312号室」にて自分の罪を思い出す。
最終局面にて、現実を直視できる精神的な強さを身に付け自らの歪んだ願望から生み出された三角頭とマリアにそれぞれ「もういらないんだ」「もういいんだ」と告げ、両者と戦い、決着をつける。
エンディングによってはローラ（Leaveエンド）やマリア（Mariaエンド）と共にサイレントヒルを去るが、本作とストーリー上で繋がりのある『4』やノベル版ではトルーカ湖で入水自殺するルート（In Waterエンド）が公式とされている。
なお、『サイレントヒル4』には父親のフランク・サンダーランドが登場する。
アンジェラ・オラスコ（Angela Orosco）
声優 - ドナ・バーク / ローラ・ベイリー（HD版） / ジャンナ・キール（リメイク版）
日本語吹き替え - 清水理沙
どこかかげりのある女性。黒髪に黒い瞳の白人で19歳。精神的に不安定なところがある。
子供の頃から自分は幸せになれないと思い込んでおり、その悩みから大学卒業後に家出をしたことが何度もある。母親を探すためにサイレントヒルを訪れたらしいが、一方で父親に対して強い恐怖と憎悪を抱いており、自殺を示唆する言動を繰り返す。
実は父親から性的暴力を日常的に受けており、サイレントヒルに来る以前に父親を包丁で刺殺している。
彼女には炎や肉片などで構成された「裏世界」が見えており、ジェイムスとは墓地で出会う。作中では数回ほどジェイムスの裏世界と交わっている。迷宮通路では彼女のトラウマから生まれたクリーチャー「アブストラクトダディ」に襲われるが、ジェイムスに助けられた。その際、男性に対する不信感を吐露すると同時に、ジェイムスの抱える「罪」を無自覚に指摘している。
最後はホテルでジェイムスと会話した後、自殺する場所を探して行方不明となる。
エディー・ドンブラウスキー（Eddie Dombrowski）
声優 - デビッド・シャウフェレ / リアム・オブライエン（HD版） / スコット・ヘイニング（リメイク版）
日本語吹き替え - 奈良徹
肥満体型の白人青年。23歳。金髪に灰色の瞳。職業はガソリンスタンドのアルバイト。
これといった取り柄もない人物ではあるものの、お人好しかつ優しく穏やかな性格だが、怒ると何をするかわからない一面がある。いじめを受けたトラウマから他人への劣等コンプレックスを抱いている。行動は鈍いが元々悪い人間ではなく、他人の為に行動することを厭わない人物だが、サイレントヒルに宿る力に影響され徐々にその言動は狂気に染まっていく。
実は日常的に執拗ないじめを受けており、犬が自分に吠えてきた事をきっかけに抑圧していた怒りが爆発。その犬を射殺し、いじめ加害者である飼い主の足にも銃を発砲してサイレントヒルに逃げてきた。
彼の「裏世界」では、怪物ではなく自分を罵る人間（もしくは人間によく似たクリーチャー）が見えており、それらを拳銃で殺害していくうちに正気を失っていった。「ウッドサイド・アパート」でジェイムスと出会うことになり、最後はジェイムスの｢狂ったのか｣という発言に逆上し、彼に襲い掛かるも、返り討ちに遭い死亡した。
敵としてのエディー
サイレントヒルに宿る「神」の力の影響によって精神に異常をきたし、ジェイムズに襲い掛かってきたエディー。
クリーチャーではなく正真正銘の人間であるが、他の大多数のクリーチャーよりも遥かに強力な敵として立ちはだかる。戦闘では高威力のリボルバー拳銃で武装しており、倉庫内に吊るされた肉塊に身を隠しながら射撃してくる他、素手で殴りかかってくる。
作中で敵として立ちはだかる唯一の人間で、迷宮通路内の冷凍倉庫にて二度に渡って交戦する事になる。
ローラ（Laura）
声優 - ジャクリーン・ブレッケンリッジ / イーヴィー・テンプルトン（リメイク版）
日本語吹き替え - 諸星すみれ
金髪碧眼の白人の少女。8歳。両親はおらず、孤児院（福祉施設）で育てられている孤児。
ジェイムスに対して敵意を持っており、時折ジェイムスの前に現れては反抗的な言動を取って去っていくが、その一方でメアリーとの交友を仄めかす。
悪戯好きな性格で、怪物が徘徊しているはずの街を平然と歩き回り、様々な悪戯でジェイムスを翻弄する。
実は心に闇がない為、サイレントヒルをうろつく怪物や裏世界等は見えておらず、彼女にとってサイレントヒルは単なる寂れたリゾートの町である。
一年前に入院していた時に知り合ったメアリーを母親のように慕っており、彼女に会うためにサイレントヒルへとやって来たが、最終的な消息は不明である。
Leaveエンディングによっては、ジェイムスと共にサイレントヒルを立ち去る。

#### 三角頭とマリア
サイレントヒルでジェイムスを苦しめる三角頭の怪物と、ジェイムスを惑わす女性マリア
マリア（Maria）
声優 - モニカ・タイラー・ホーガン / メアリー・エリザベス・マクグリン（HD版） / サロメ・グンナルスドッティル（リメイク版）
日本語吹き替え - 伊藤静
本作のヒロイン的存在で、サブシナリオ「Born From A Wish」の主人公。25歳（?）。顔や声はジェイムスの亡き妻メアリーにそっくりな白人女性。しかし、服装や髪型、そして性格や瞳の色などはメアリーとは大きく異なる。
メアリーとは対照的に気が強くわがままな性格で、ジェイムズに対しては好意的な発言をする。ローラに対しては強い関心を寄せている他、ジェイムスとメアリーしか知り得ない思い出話をすることもある。
湖畔の公園でジェイムスと出会い、亡き妻を探す彼に興味を持って同行する人物。一部のマップで同行者となり、その最中は彼女が死亡してもゲームオーバーとなる。ジェイムスの攻撃も当たる上、銃器だと一撃で死亡してしまう。本編においてはクリーチャーとは戦わない無力な存在である。ただし主人公となるサブシナリオでは拳銃を使い戦うことができる。
三角頭から執拗に命を狙われ“何度も”殺されるが、その度に何事もなかったかのように傷一つない姿でジェイムスの前に現れる。
その正体はサブシナリオのタイトルが「Born From A Wish=願いから生まれた」であることからも推察できる通り、“現実逃避するジェイムスが望む理想的なメアリー”が、サイレントヒルに宿る「神」によって具現化した存在である。そのためジェイムスの自罰意識の具現化である三角頭に何度も殺害される。
他のクリーチャーと同じ成り立ちでありながら、人間としての自我をもち、独自の行動も行える他、自らがジェイムスの願望によって生み出された存在であることを自覚している。但し、サブシナリオ冒頭では自覚が無く、「気が付いたら怪物だらけの町にいた」と認識していた。その後、生き延びる為にクリーチャーと戦いながら町を彷徨っていたが、やがて自分の正体に気付き、ジェイムスの来訪を待っていた。その際に持っていた拳銃は湖に投げ捨てたため、ジェイムスと出会った時は丸腰だった。
最終盤ではそれまでと異なり、メアリーと全く同じ姿で現れる。現実を直視できるようになったジェイムスに「もういいんだ」と告げられ、存在意義を否定されてしまう。自分がいかにジェイムスの望んだ通りの存在かを語り反論するも「結局　君は……メアリーじゃない」と言われ、激昂して怪物へと変貌し彼に襲いかかるも死闘の末に倒され、ジェイムスの名を呟きながらとどめを刺された。
ただし、Mariaエンディングに限り、ジェイムスと共にサイレントヒルを立ち去る。
レッドピラミッドシング/三角頭（Red Pyramid Thing）
声優 - ガイ・シヒ / ルーク・ロバーツ（リメイク版）
厳密にはクリーチャーであるが、物語上で非常に重要な役割を担うため便宜上この項に記述する。
複雑な多角錘状の大きな頭部を持ち首から下は筋肉質の人型の見た目をした不死身の怪物。
頭部は全体が赤錆に覆われた金属の様な質感で、兜の様に見えるが、その下からは頭巾の裾とも肉塊ともつかないものがはみ出している。首から下は人間の男性に酷似しており、腕が少し長い点と肩幅が少し広い点を除きジェイムスと全く同じ体格である。着用している衣服は白いロングコートに似た白衣で、ランニングシャツの様に袖がないノースリーブとなっている。股下は袋の様に閉じており、背中にファスナーと兜を固定するためのベルトがある。それ以外にも黒い長靴、親指と小指以外の指が繋がった形状の白いゴム手袋を着用している。
その姿を見たジェイムスから「赤い三角頭=Red Pyramid Thing」もしくは「三角頭=Pyramid Head」と呼ばれる。つまり、設定上はジェイムスが命名者である。
使用する武器は包丁を身の丈程のサイズに巨大化させたような重厚な刃物「大鉈」もしくは長大な「槍」で、武器を振り回す際に発する唸り声はジェイムスのものに酷似している（ジェイムス役と同じ声優が演じている）。また、ジェイムスも大鉈を入手し武器として使用できる点も、両者の共通点となっている。この大鉈は巨大なハサミの片割れであり、三角頭が使用したものとジェイムスが道中で入手したものはそれぞれ対となる別物である。
ジェイムスを度々襲撃するほか、マリアや他のクリーチャーにも襲い掛かり、殺そうとする。
如何なる攻撃を受けても動作が鈍くなるだけで、倒せないばかりか怯みすらしない不死身の存在。
その正体は、かつてサイレントヒルに存在した「トルーカ刑務所」にて処刑執行を担っていた処刑人の姿そのため「もうひとつのジェイムス」という側面があり、上述のジェイムスとの共通点や、マリア及びクリーチャーを殺害する理由となっている。
ジェイムスが抱いていた、自分を罰する誰かを求める願いにより生まれた存在。不死身である理由も、ジェイムス自身がその存在を望んでいるからである。
マリアと同様に、他のクリーチャーとは違い自我や感情をもつ。
終盤では、現実を直視して「自分で決着をつける」と決意したジェイムスから「もういらないんだ」と告げられ、存在意義を否定されてしまう。とまどうかのように後退りした後、二人がかりでジェイムスに襲いかかるが、攻撃に初めて怯む様になる。戦いの末に自ら喉に槍を突き刺し、直立したまま自害する。

#### 故人
ジェイムスが探している亡き妻。彼女に会うことがこのゲームの最初の目的である。
メアリー・シェパード・サンダーランド（Mary Shepherd–Sunderland）
声優 - モニカ・タイラー・ホーガン / メアリー・エリザベス・マクグリン（HD版） / サロメ・グンナルスドッティル（リメイク版）
日本語吹き替え - 伊藤静
白人女性でジェイムスの妻で主婦。享年25歳。趣味はピアノ演奏だが、下手。長い闘病生活の末、3年前に病死したはずだが、突然ジェイムズに手紙を送ってきた。
不治の病を患い余命三年を宣告されてからは、どう足掻いても助からないことや、病と薬の影響で顔が醜く歪んでしまったことに対する絶望から死を望む一方で死にたくないという思いと苛立ちからジェイムスに辛く当たっていた。また、ジェイムスもそんな彼女を見ているのが辛くなっていた。本心ではたとえ気休めだったとしても励まして欲しい、ずっとそばにいて欲しいと思い、心からジェイムスを愛しまた感謝していたが、感情のすれ違いと精神疲労の末にオープニングよりも少し前（数時間前～数日前）にジェイムスに枕を押し付けられ窒息死させられた（そのため、三年前に死んだことや、手紙が届いたことは現実ではない）。
エンディングでは彼女が病床の中で書き残した「最期の詩」が読み上げられる。

### サブシナリオの登場人物
[最期の詩]に追加された、サブシナリオに登場する人物について記述する。リメイク版では登場しない。
アーネスト・ボールドウィン（Ernest Baldwin）
声優 - ウォード・E・セクストン / トラヴィス・ウィリン（HD版）
マリアが迷い込んだ館に住んでいる住人男性。だが決して姿を現さず、彼の館は幽霊屋敷と呼ばれている。
死んだ娘の手紙をマリアが見つけたのをきっかけに、マリアにある物を探すよう依頼する。
マリアやジェイムスについての秘密を知っているような発言をする。
その正体は呪縛霊の様な存在で、屋敷の鍵の開閉を自在にできる。亡くなった娘エイミーに異常なまでに執着し、怪しげな儀式で蘇らせようと目論む。
エイミー・ボールドウィン（Amy Baldwin）
声優 - フローレンス・ミノワ
アーネストの娘。不慮の転落事故により、7歳で死亡した。
父と同じく呪縛霊の様な存在で、生前に屋根裏に隠していたバースデーカードとプレゼントを発見したマリアにそれを父へ渡すよう頼んだ。

### 名前のみ登場する人物
ウォルター・サリバン（Walter Sullivan）
連続凶悪殺人犯。享年24歳。
第四作『サイレントヒル4』のキーパーソンであり、本作では何度も名前が登場する。また、彼が投獄されていたと思しき独房に入れる。
ビリー&ミリアム・ロケイン（Billy Locane & Miriam Locane）
名前のみ登場する、サイレントヒルに住む幼い双子の兄妹。ウォルターにより斧で惨殺された。
『4』ではクリーチャー「ヴィクティム07＋08」として登場することとなる。
赤い悪魔
ウォルター・サリバンについて記された記事内で、生前のウォルターが恐れていたとされる存在。
その正体は、サイレントヒルの新興カルト教団の「ヴァルティエル派」に属する中心人物、「ジミー・ストーン」であることが『サイレントヒル4』にて明らかになる。
『4』では最初に遭遇するゴースト「ヴィクティム・オールドタイプ」として登場する。
ブルックヘイヴン病院の院長
正式名不明のブルックヘイヴン病院の院長。
資料館の「穴」を封印した人物で、明らかにジェイムスに宛てた手紙を残しジェイムスを導く。
ジャック・デーヴィス
ジョセフ・バーキン
ジョシュア・ルイス
ブルックヘイヴン病院の患者達。三人ともに頭文字がジェイムスとおなじく「J」である。
彼らの書き残したメモや日記を数多く見ることが出来、攻略のヒントとなる。
特にジョセフは亡き娘のルーイゼに執着し、厳重にロックされた宝箱にその遺髪をしまっている。
ロジャー・ウィドマーク
サイレントヒルの観光雑誌の編集者。
『サイレントヒル3』にも名前が登場する。
ジェニファー・キャロル
教団の創設に貢献したとされる女性。公園に彼女の像がある。
『サイレントヒル3』に登場する絵画では「聖ジェニファー」と書かれており聖人として描かれている。
レイチェル（Rachel）
ローラの台詞に登場する、メアリーの看護を担当していた看護婦。
メアリーがローラへ宛てた手紙を預かっていたがローラに盗まれた。
なお『サイレントヒル4』では彼女の部屋を実際に探索できる。
トーマス・オラスコ（Thomas Orosco）
アンジェラの父親。写真や新聞記事に登場する。
アンジェラに対して性的虐待を加えていたと思われ、耐えかねた彼女によって刺殺されている。

### その他の登場人物
ミラ（Mira）
柴犬。「いぬエンド」にのみ登場する。ジェームズは犬が秘密の部屋にある機械を使ってシナリオを操っている光景を目の当たりにする。
また、『ゼロ』『シャッタードメモリーズ』『ブックオブメモリーズ』エンディングに特別出演した。『ブックオブメモリーズ』では特定ミッションにも登場する。
ハリー・メイソン（Harry Mason）
前作の主人公。オリジナル版の「UFOエンド」にのみ登場し、リメイク版には登場しない。娘を見なかったかとジェイムスに尋ねるが、逆に質問で返されたため、宇宙人に光線銃でジェイムスを気絶させた。去り際、仲間が増えたことを喜んでいるのか、宇宙人に向かって親指を立てて笑顔を見せた。前作の粗いポリゴンをそのまま再現したような姿をしている。
うちゅうジェイムス（Space James）
リメイク版の「UFOエンド」にてハリーの代わりに登場する。オリジナル版のジェイムスがPS2当時のグラフィックで現れたもので、リメイク版のジェイムスに対し「君は私のクローンなんだ」と告げる。オリジナル版のハリーと同様に宇宙人に光線銃を撃たせてリメイク版のジェイムスを捕え（この際にもハリー同様に宇宙人に向かって親指を立てて笑顔を見せる）、自分が彼に成り代わって代わりにサイレントヒルに降り立つ。

## クリーチャー
ジェイムスの潜在意識がサイレントヒルの力によって具現化したもの。そのほとんどはジェイムスにしか見えず、彼にしか危害を加えない。また、無数に存在する。
ライングフィギュア（Lying Figure）
名称は「横たわる人形」の意。外見は両腕を拘束された人間が、頭から上体にかけてをゴム状のもので覆われたような形をしている。また、体のあちこちに裂け目があり、頭部と思われる部位にはチャックのようなものまである。足は厚底のブーツを履いた様な形状で、機械の様な音を発しながらもがくように歩行し、倒れて横たわった状態だと高速で這いずりながら移動する。
戦闘では上体を振り回して打撃を加えて来るほか、体の裂け目からガードで防げない毒霧をスプレーの様に噴霧してくる。
もがくように移動しているのはジェイムスの苦悩が投影されているためである。また、毒霧は介護の苛立ちから出てしまった悪態と毒舌といわれている。
ジェイムスが最初に遭遇するクリーチャーであり、その姿を初めて見たジェイムスはなぜか明確な“殺意”を抱き、バリケードから引き剥がした木材を手に始末しようとする。あらゆる場所に無数に存在する。また、アパートでは三角頭に処刑されていた。
小説版ではジェイムスに「クネクネ」と呼ばれ、強い嫌悪感を向けられている。
クリーパー（Creeper）
名称は「這いずるもの」の意。動きが素早く、小さい昆虫のようなクリーチャー。
前作における異世界化の影響で現れたクリーチャーであり、ジェイムスの思念とは関係が薄い。とある場所に大量に現れる。
小説版には登場しない敵キャラの一体。
マネキン（Mannequin）
マネキンの様な下半身と、足首から先がない下半身と同じ形状の上半身を持つ。
普段は本物のマネキンの様に動かず、動き出すまではラジオのノイズも鳴らない。移動は二足歩行のみ。非生命体的な外見だが、攻撃を受けると悲鳴を上げて血を流す。
ジェイムスが近づくと襲い掛かってくる。動きはぎごちないが、ジャブを放ったり小刻みにステップを踏むなど接近戦に強く、打撃も強い。
マネキンはジェイムスの性的衝動が形になった物。
アパートでライトを入手したのを機に出現するクリーチャー。あらゆる場所に無数に存在する。アパートで二体が三角頭に処刑された。
小説版ではジェイムスに「マネキンもどき」と呼ばれる。
バブルヘッドナース（Bubble head Nurse）
名称は「水膨れ頭の看護婦」の意。病院で登場する雌の人型クリーチャー。最大の特徴である頭部は顔の両脇にヒレのようなものがあり、すっぽりとコンドームの様な膜に包まれた異様な外見で、苦しそうに顔を震わせている。
体型はグラマラスで、胸元が大きく開き、スカートが非常に短い扇情的な女性用看護師制服（ナース服）に似た服を着ている他、ナースキャップやゴム手袋も着用している。
投薬で顔が歪んだ患者と看護婦のイメージが融合し生み出された存在で、二種類いる。
集団で登場することが多い。ジェイムスを発見すると武器を振り回し、うめき声をあげながら近付いていく。その攻撃動作は素早く、回避やガードが難しい。ダメージを受けダウンすると、手足を動かしてのたうち回る。
小説版では人間に近い形態故にジェイムスはとどめを躊躇う他、その苦しむ様子から憐れみの感情を抱かせた。
タイプA
肌や服が白っぽく、口に相当する場所には本作のセーブポイントを彷彿させる赤い正方形のマスクをしている。所持する武器は排気管等から引きちぎった鉄パイプ。病院に無数に存在する。
タイプB
服や肌が錆色で、背中には前作に登場したパペットナースの様に肉塊が張り付き、顔には針が数本刺さっているが赤いマスクは無い。ナイフ状の短い刃物を所持。耐久力と攻撃力がタイプAよりも高い。裏世界の病院及び夜の街中に無数に存在する。
マンダリン（Mandarin）
名称は「官吏」の意。足下の金網にぶら下がっている人型クリーチャー。棍棒状の両腕の先端に人間の様な口がついており、その口で金網の床にぶら下がる。
金網越しに腕の先端の口から刃を出し、触手のように伸ばして攻撃を仕掛ける。死ぬと下に落ちていく。
マンダリンは理解されない想いや苦悩を象徴しているため、地上に立つことができない。なにかを訴えるかの様に追いすがるのもこのため。また「口」があるが、これはジェイムスが現実に向き合いつつあることを示している。
ちなみに、気づかれにくいが登場する機会が少ない敵でもある。
小説版ではジェイムスに「吸盤のバケモノ」と呼ばれ、何らかの訴えを感じさせる。
なお『サイレントヒル3』に登場するクローサーは、このマンダリンが地上に上がった姿である。
プリズナー（Prisoner）
名称は「囚人」の意。名の通り刑務所の独房に閉じ込められている謎のクリーチャー。
独房の暗闇にいるため姿は見えないが、ノイズとジェイムスの顔の向きでいることはわかる。常にヒタヒタと足音らしき音を立て、呪文の様なうめき声を発している。こちらを攻撃してくることはないが、銃で倒すことができ、死ぬと人間のような悲鳴をあげる。
小説版には登場しない敵の一体。
アブストラクトダディ（Abstract Daddy）
名称は「抽象的な父」の意。Ideal Father（「理想的な父」の意）とも。長方形の板の上に人型の肉塊と男性器を彷彿させる形状の口の様な器官が張り付き、板の底からは人間の様な両手足が突き出た不気味な形態をしている。四肢を柱に見立てるとベッドの上で何かに覆い被さった人間にも見える。
このような形態であるが人間の様な二足歩行で移動し、抱きついてたりのしかかるような感じで攻撃する。
迷宮通廊でアンジェラに襲い掛かろうとしていたクリーチャー。迷宮通路にて耐久力が一際高い中ボス的個体が出現し、ジェイムスとの戦闘後、アンジェラによって何度も蹴られた上でブラウン管テレビを投げつけられトドメを刺された。その後、耐久力の低い個体がホテルで複数体登場する。
主にアンジェラの父に対するトラウマ、またジェイムスのメアリーとの思い出が形を成したもの。
本来、アンジェラとジェイムスに見えている『世界』の形は異なるため、ジェイムズには見えないはずだが、両者がイメージした世界が何かしらの共通点を見出したことでジェイムズも対峙出来た模様。
小説版にも登場し、こちらでは「みるな、みるな、うせろ」と喋ってくる。

### 重要クリーチャー
以下に記述するクリーチャーはストーリー上で非常に重要な役割を担う。

レッドピラミッドシング/三角頭（Red Pyramid Thing）
上述の通り、ジェイムス自身の願望により生まれたために不死身で、その行動目的は「ジェイムスに現実を直視させること」である。
武器は巨大な鋏の片割れである、身の丈程もある巨大な刃物「大鉈」、もしくはかつての処刑執行人も使用していた「槍」。
個体数は不明だが、少なくとも二体以上存在する。人間のような自我があり、ジェイムスに「もういらない」と告げられた際は後退りしている。
アパートの階段室での戦闘では右手に持った大鉈を使用する。大鉈での攻撃は広範囲かつ威力が高く、特に振り下ろす攻撃は受けた相手を即死させるほどの威力である。また、左手で相手を殴ったり首を締める攻撃は素早いため回避が難しい。一定のダメージを受けるか一定時間が経過すると、鳴り響くサイレンの音に反応して戦いをやめ、濁った水の中に消えていく。
中盤からは槍を手に現れ、ホテルでの最終戦では二体と同時に戦うことになる。槍での突き刺しは即死するほどでは無いものの、威力が高くリーチも長い。また、最終戦に限り槍を振り回す連続攻撃も繰り出す。一定のダメージを受けるか一定時間が経過するとホールの中央まで後退し、直立したまま自害する。
上記のアパート階段室及びホテルのホール以外での遭遇時は撃退できず、如何なる攻撃を受けても動作が鈍くなるだけで倒せない上に怯みすらしない。
小説版ではジェイムスに唯一、恐怖の感情を抱かせたクリーチャーとなっている。
フレッシュリップ（Flesh Lips）
名称は「肉の唇」の意。格子に組み込まれたような姿をしている。人間の腕のようなもので天井からぶら下がり、下から生えた二本の足でジェイムスを蹴飛ばしたり、締め上げたりして攻撃する。下腹部に口の様な形状の器官が確認出来る。
戦闘に負けた場合、首をつかまれた状態で天井へと連れ去られてしまう。
病床にあるメアリーが病院内でジェイムスを罵る姿の象徴。
なお、後述するメアリーの前兆、もしくは前身。病院内にて計3体が登場する。
小説版ではジェイムスに八つ当たり同然にハンドガンを乱射され倒される。
メアリー/ボスメアリー（Mary）
ジェイムスの前に立ち塞がる最後の敵。彼にとって不要な存在となったマリアが変貌したクリーチャー。
自身を生み出したジェイムスから存在意義を否定され、「ジェイムス……メアリーには渡さない！」と、彼への執着を口にしながら変身する。
かつてのトルーカ刑務所における囚人服を着たメアリーが、ベッドを思わせる直方体の格子に縛り付けられた形態をし、逆さまの状態で空中を浮遊し、苦しそうに頭を震わせている。
全身に病気を思わせる斑点がある反面、顔は病気や薬の副作用で肌が荒れていた病床のメアリーと違い綺麗な肌で眼球が存在しない。
口から大量の蛾や蝶に似た虫をけしかけたり、黒い触手状の器官で攻撃する。
その姿はフレッシュリップと同様に病床におけるメアリーの負の側面を彷彿させ、ベッドのような格子状の枠に閉じ込められた形態や下方にある口、首を絞める攻撃等の共通点がある。
前作のラストボス同様、弾薬がない状態で一定時間が経過すると自滅する。いずれにせよ、倒れると呻くようにジェムスの名を呼ぶだけになり、この状態に最後の一撃を加えてとどめを刺すとエンディングとなる。
エンディング「Maria」の場合のみ、現実逃避を続けるジェイムスに対し怒りを口にしながら、謎の復活を遂げたメアリー自身がクリーチャーに変貌する。
小説版では決意を固めたジェイムスに狩猟用ライフルでの一撃のみで倒されることになる。
リメイク版ではダメージが蓄積すると周囲の枠が蜘蛛の足のように変形し、『ホームカミング』のニードラーやアムニオンにも似た第二形態へと変異する。

## 武器
木材
ゲーム序盤に入手する木の角材。先端に数本の釘が残っている。威力は比較的弱いが、移動しながらの攻撃も可能。
リメイク版ではストーリー中盤のイベントで手放してしまい、以降使用不能になる。
ハンドガン
アパートで手に入る10連装のオートマチック拳銃。威力は低いものの連射ができる上に移動しながらの攻撃が出来る。
鉄パイプ
市街地で手に入る鉄パイプ。威力、リーチともに木材よりも高いが、移動しながらの攻撃は不可能（難易度がハードなら特定のコマンドで移動攻撃が可能）。
リメイク版では木材を手放した直後に入手する為、両者を使い分けることはできず、性能にも差はない。
ショットガン
病院内で手に入る6連装の散弾銃。散弾を発射するので遠距離では一度に複数の敵にダメージを与えられ、相手との距離が近ければ複数の散弾が命中して威力が上がる。ただし発砲時の隙が大きい。
狩猟用ライフル
刑務所で手に入る4連装のライフル銃。距離にかかわらず安定したダメージを与えられ、敵を貫通する事もできる。しかし速射性が低く、ショットガン以上に隙が大きい。三角頭に対して有効。
大鉈
迷宮通廊の一室で入手する巨大な剣。三角頭が使用していた物と同じもの。威力、リーチともに絶大で、大抵のザコクリーチャーとエディは一撃で倒せるものの、その重さから攻撃の隙が非常に大きい上、装備中は移動スピードが極端に低下する。終盤の三角頭との戦いで非常に有効。
リメイク版では特定の通路を通る為のキーアイテムとなっており、武器として振り回すことはできない。装備中は移動スピードが極端に低下するほか、通路の突破後は迷宮通廊に放棄してしまう。
チェーンソー
2周目以降（リメイク版ではクリア後、タイトルメニューから「NEW GAME+」に追加）、序盤の森の中にある倒木に刺さっている隠し武器。威力はかなり高いが、装備し直す度にエンジンをかけなければならないので隙が大きい。なお、これを装備したまま敵が近くにいる状態でしばらく待つと、ジェイムスが雄叫びを上げる。
ハイパースプレー
「HARDをクリア」、「NORMALを2回クリア」、「難易度に関係なく3回クリア」のいずれかを達成することで出現する隠し武器。クリア時の評価によって性能と噴射される気体の色が変わり、満点を獲得した場合はあらゆる敵を即死させることができる（それ以外は敵が麻痺などを起こす）。連射するたびにリーチが短くなるが、振ると回復する。アクションレベルがNORMAL以上だと使うたびにライフも少し減っていく。
ちなみに実用的なのは満点の緑色のスプレーと、最低得点の紫色のスプレーである。
リメイク版では登場しない。

### マリア編で登場する武器（オリジナル版のみ）
リボルバー
ゲーム開始時から所持している装弾数が10発の変則式リボルバー拳銃。性能は本編のハンドガンとほぼ同じだが、こちらの方が僅かに攻撃力が高い。
中華包丁
ヘヴンスナイトのカウンターに刺さっている太めの包丁。リーチも短く、威力もそれ程高くはないが、移動しながらの攻撃が可能。また、切りつける特性上、敵に当たっても跳ね返らず連続でヒットする。

## アイテム
メアリーの手紙
ゲーム開始時から所有している手紙。書かれている内容は一定ではなく、物語が進行する毎に少しずつ変化が生じていく。
ライト
アパートで入手できる懐中電灯。点灯すれば暗所を照らせるが、クリーチャーに気付かれやすくなる。暗所で地図を見る際にも必要。
携帯ラジオ
最初の戦闘直後に入手するラジオ。活動中のクリーチャーが接近すると特殊なノイズを発する為、探知機として利用できる。
白の香油、書：失われた記憶、黒曜石の酒杯、書：赤の祭祀
死者を蘇らせる儀式を行う為のアイテム。市街地の各所に隠されており、全て集めてから最後の敵を倒す事で「Rebirthエンド」に到達できる。『4』にも登場する。
犬の鍵
エンディングを四つ見た状態で、市街地に存在する犬小屋を探索すると入手出来る骨型の鍵。
ゲーム終盤のとある扉の鍵を開けることが可能だが、開けると「いぬエンド」が始まり、そこでゲーム終了となる。

## 消費アイテム
栄養ドリンク
体力を小程度回復する。
オリジナル版ではメニュー画面で使用すると即座に体力が回復するが、リメイク版では回復時に飲む動作が発生する。
救急キット
体力を中程度回復する。
リメイク版には登場しないが、栄養ドリンクやシリンジの入った固定式の救急キットが各所に設置されている。
アンプル（リメイク版ではシリンジ）
体力を完全に回復する。
こちらもリメイク版では注射する動作が必要となる。

## サイレントヒル2 最期の詩
『サイレントヒル2 最期の詩』（サイレントヒルツー さいごのうた）は、サブシナリオとその専用武器などを追加した完全版。

### ゲーム概要
『2』に、マリアの謎についてのシナリオを追加したもの。それ以外は、ほぼ『2』と同様となっているが、エンディングが1つ（俗に言う『UFOエンディング』）追加されている。
ジェイムスが主人公の本編は『LETTER FROM SILENT HEAVEN』というタイトルで、マリアが主人公のサブシナリオは『BORN FROM A WISH』となっている。リメイク版には該当するシナリオは収録されていない。
海外では地域や機種によってタイトルが異なり、北米ではPS2版は無印と同じ『SILENT HILL 2』、Xbox版は『SILENT HILL 2: Restless Dreams』。ヨーロッパではPS2版は『Silent Hill 2: Director's Cut』、Xbox版は『Silent Hill 2: Inner Fears』となっている。

### 追加アイテム
チャネリングストーン
メインシナリオとサブシナリオの両方をクリアした状態でメインシナリオを始めた際、ゲーム冒頭のトイレで入手出来る青い宝石。
特定の場所で使用するとUFOが出現するイベントが発生し、最終的にUFOエンディングが発生してゲーム終了となる。

## エンディング
本作では5種類の異なるエンディングが存在し（追加要素のある「最期の詩」では「UFO」エンディングが追加され6種類、リメイク版では8種類）、取得したアイテムや行動によってエンディングが変化する。それぞれグッドエンド／バッドエンドかは明言されないが、プレイヤーが作品をそれぞれ違った解釈ができるよう工夫されている。
Leave（立ち去る）
メアリーの「死なないで」という願いを受け入れ、ジェイムスはローラと共にサイレントヒルを立ち去り、苦痛を抱えながらも生き続けていく。
In WaterとMariaのどちらの条件も満たさない通常のプレイで辿り着くエンディングで、達成難易度は低い。
ローラの消息が明らかになる唯一のエンディングでもあり、今作の数あるエンディングの中では、一般的にイメージされるグッドエンディングに最も近いものである。
リメイク版ではジェイムスがローラを迎えに行き、メアリーの手紙を渡すシーンが追加されている。
Maria（マリア）
ジェイムスの執着の対象がメアリーからマリアへ移り、最終的にはマリアと共にサイレントヒルを立ち去る。
マリアを気遣う行動を取る、長く一緒に居る、彼女がダメージを受けないように立ち回るなど、全体的にマリアを優先すると発生するエンディング。
最後にマリアが（メアリーのものと同じ）咳をしており、現実を直視しない限り同じことを永遠に繰り返すことを示唆している。
In Water（水の中）
病床に伏したメアリーの「あなたは私を殺したことで苦しんでいる。それでいいわ」という言葉を聞いたことで、サイレントヒルに来た真の目的を思い出し、メアリーの遺体を抱えジェイムスはトルーカ湖に身を沈める。
過去を振り返る行動を多く取ったり、死を望むかの如く多くのダメージを受けると辿り着くエンディング。
2006年に発売されたノベライズ版ではこの結末が採用されており、4の劇中でもこれらを示唆する文章を読む事が出来るため、シリーズとしては一応の正史とされる。ただメアリーの思いとは最もかけ離れたエンディングであり、主人公自らが死を選んでしまうことも含め、ある種のバッドエンドと捉えることもできる。
Rebirth（再誕）
サイレントヒルに伝わる土着信仰と「死をも否定する力」に縋り、ジェイムスは呪われた秘術でメアリーを生き返らせようとする。
2周目から手に入る「白の香油」「書：失われた記憶」「黒曜石の酒杯」「書：赤の祭祀」を手に入れて最終ボスを倒すと発生するエンディング。
「秘術」「古代の神」「それを崇める人々」などの言葉から、作品全体を通して唯一『1』との関連を感じさせる。
作中では、その結果までは明かされない。
いぬ（Dog）
全ては、機械を操作する犬の仕業だった。衝撃の事実にジェイムスも思わず「お前の仕業だったのか」と片言の日本語を口にしながら落胆し、そんな彼に犬は慰めるかのように顔を寄せてくる。
「犬の鍵」を入手し、終盤に登場するとある場所のドアを開けると突如発生する。「UFOエンディング」に類似した、いわゆるおふざけエンディング。エンドロールも他とは大きく異なる。
リメイク版ではジェイムスは銃を構えながら「こっちを向け」と言うが、振り返った犬を見て「またお前の仕業だったのか！？」と、リメイクであることを認識したような発言している。開発を担当したBloober Teamがポーランドの会社である関係で、ジェイムスの台詞がポーランド語になっている。曲はオリジナル版と同じものが流れるが、他のエンディング同様に背景は無くなっている。

### 最期の詩
UFO
突如UFOの大群と宇宙人が押し寄せ、その中から現れた前作の主人公・ハリーが「この辺で女の子を見なかったか？」という『1』では馴染み深い台詞を言う。ジェイムスは意に介さず妻の行方を問い返したが、そのまま光線銃で気絶させられ、連れ去られてしまう。
「最期の詩」追加エンディングで、チャネリングストーンを特定の場所で3回使うとこのエンディングになる。まるで古い映画のような粗いモノクロームの静止画が特徴。
また、UFOエンディングはシリーズを通して独自の世界を形成しているらしく、このハリーも前作のUFOエンディングで連れ去られた後の彼である模様。ここで連れ去られたジェイムスもまたハリー、宇宙人と共に『3』のUFOエンディングに登場する。更にジェイムスは『シャッタードメモリーズ』『ダウンプア』『ブックオブメモリーズ 』のおふざけエンディングに登場している。
リメイク版ではハリーの代わりにオリジナル版のジェイムス（うちゅうジェイムス）が現れ、リメイク版のジェイムスを気絶させて連れ去り、「ついに……あるべき姿に。やっと……私たちは一緒になれる……」と告げて自身がサイレントヒルに降り立つ。

### リメイク版
Bliss（至福）
リメイク版で追加されたエンディングの一つ。ジェイムスは312号室でビデオテープを再生するが、その映像の中に突然ジェイムスが現れ、メアリーと抱き合う。そして映像の中のジェイムスはカメラの方を向き、映像が途切れる。現実ではジェイムスの姿が消えていた。
NEW GAME＋からストーリーを始め、錆びた鍵と小さな鍵付き箱を入手し、箱を開けてホワイトクロジェアを入手。その後、312号室でホワイトクロジェアを使ってからビデオテープを見た場合のエンディング。
Stillness（静寂）
リメイク版で追加されたエンディングの一つ。車に戻ったジェイムスは懺悔の言葉を述べると、メアリーの霊が現れてジェイムスと短い会話をし、消える。ジェイムスは深く息をついた後、助手席に置いてあるメアリーの手紙に目を向け、そのまま暗転。車が走り出す音、そして水に落ちる音だけが聞こえ、スタッフロールが流れる。
このエンディングには２つの説がある。一方は「In Water」と同じくメアリーと共に入水自殺したという説。この説において「In Water」との重要な相違点は、メアリーの幻影が「ずっと待っていた」と答える場面である。「In Water」では妻の居ない現実に耐えかねて死を選ぶのに対比して、「Stillness」ではあの世で妻が待っており、妻に会えると希望を抱いて入水する、いわゆるメリーバッドエンド。もう一方の説はメアリーの死に向き合い、ジェイムスは車から降り、メアリーの死体のみを車ごとトルーカ湖に沈めた（思い出の地であるサイレントヒルに埋葬した）というもの。
前提として「In Water」エンディングを迎えている事が条件となる。NEW GAME＋からストーリーを開始し、チェンソーを入手。その後サイレントヒルの街に入る際にあるフェンスの扉、その通った直後にある緑色の車の窓ガラスを割り「悲嘆の鍵」を入手。鍵を用いてホテルにてドアの鍵を開け、その先にある金庫のパスワードを入力すると「トルーカ湖の絵はがき」を入手できる。この絵はがきがエンディング条件であり、これを持った状態でラスボスを倒すとこのエンディングに突入する。

## 評価（オリジナル版）
北米、日本、ヨーロッパで100万本以上を売り上げた。最も多く売れたのは北米だった。MetacriticではPS2版が100点満点中89点、Xbox版は100点満点中84点、PC版は100点満点中70点の平均評価となった。
本作は発売当時から多くのレビュアーに賞賛されている。特にストーリーや雰囲気の評価が高く、IGNのジム・ステファニー・スターリングは「今日のゲームにおける物語構築の最も優れた例の一つ」と称賛しており、2010年に出版されたゲームの歴史に関する書籍「Replay: The History of Video Games」 の中では「シリーズ最高峰」と評された。X-Playでは史上最も恐ろしいゲームの1位に選ばれ、IGNは2000年以降の5つの最高のホラーゲームの一つに取り上げた。GamesRadarは本作をゲームにおける史上最高のストーリー15選に選び、「punishing tale not easily matched（他に類を見ない過酷な物語）」と評した。 ゲーム・インフォーマーも2014年10月号で本作を史上2番目に優れたホラーゲームに挙げ、続編が多数発売された2015年に至ってもシリーズ最高傑作とした。本作は「ホラーゲームへの一時的な再注目の火付け役」となったという意見もある。
戦闘に関しては、弾薬の豊富さや戦闘の回避の容易さからクリーチャーをさほど脅威に感じず、簡単で退屈だという批評があった。